# الهندسة المعمارية في الهند

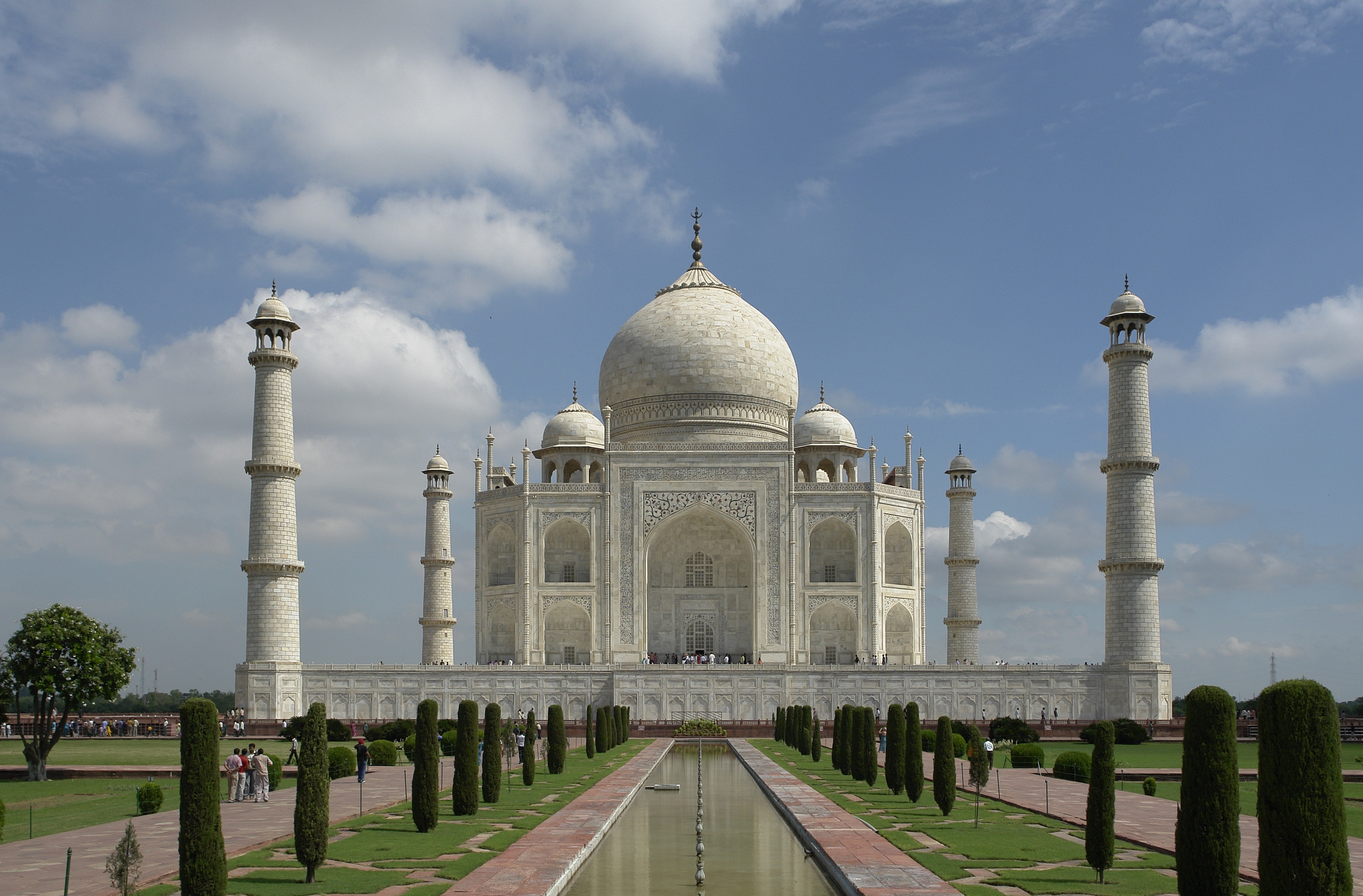
تاج محل

الهندسة المعمارية للهند متأصلة في تاريخها وثقافتها ودينها. تقدمت العمارة الهندية بمرور الوقت واستوعبت التأثيرات العديدة التي جاءت نتيجة لخطاب الهند العالمي مع مناطق أخرى من العالم . طوال ماضيها القديم منذ آلاف السنين. الأساليب المعمارية التي تمارس في الهند هي نتيجة لدراسة وتنفيذ تقاليد البناء المعمول بها والتفاعلات الثقافية الخارجية.

## أساسيات الفن المعماري الهندي
من بين عدد من الأساليب والتقاليد المعمارية ، فإن بنية المعبد الهندوسي المتناقضة والعمارة الهندية الإسلامية هي الأكثر شهرة. كلاهما ، لكن بشكل خاص ، لديهما عدد من الأساليب الإقليمية داخلهما.

## تاريخ

### قبل الإسلام
تنقسم بنية المعبد الهندوسي بشكل أساسي إلى أنماط درافيديان ونجارا. ازدهرت الهندسة المعمارية Dravidian خلال حكم إمبراطوريات Chola و Chera و Pandyan ، بالإضافة إلى إمبراطورية Vijayanagara.

### في الفترة الإسلامية
أول مملكة إسلامية رئيسية في الهند كانت سلطنة دلهي ، مما أدى إلى تطوير العمارة الهندية الإسلامية ، التي تجمع بين السمات الهندية والإسلامية. حكم الإمبراطورية المغولية ، عندما تطورت الهندسة المعمارية المغولية ، تعتبر ذروة العمارة الهند الإسلامية ، مع تاج محل كونها نقطة عالية من مساهمتها.

### خلال فترة الاستعمار البريطاني
خلال الفترة الاستعمارية البريطانية ، أصبحت الأساليب الأوروبية بما في ذلك النهضة القوطية الكلاسيكية والباروكية سائدة في جميع أنحاء الهند. أدى دمج الأساليب الهندية الإسلامية والأوروبية إلى نمط جديد ، يُعرف باسم النمط الهندي الساراسي.

### الفترة المعاصرة
بعد الاستقلال ، انتشرت الأفكار الحداثية بين المهندسين المعماريين الهنود كوسيلة للتقدم من الثقافة الاستعمارية. لقد أثرت لو كوربوزييه ، التي صممت مدينة شانديغار ، على جيل من المهندسين المعماريين نحو الحداثة في القرن العشرين. عززت الإصلاحات الاقتصادية لعام 1991 الهندسة المعمارية الحضرية للهند حيث أصبحت البلاد أكثر تكاملاً مع الاقتصاد العالمي. يظل فاستو شاسترا التقليدي مؤثرًا في الهندسة المعمارية للهند خلال العصر المعاصر.